# 小出浩平
小出 浩平（こいで こうへい、1897年8月14日 - 1986年3月17日）は、日本の音楽教育学者。

## 人物・来歴
新潟県南魚沼郡塩沢町出身。1921年東京音楽学校甲種師範科卒。南西海小学校・香川師範学校・東京赤坂小学校・同城東小学校教員。1937年学習院教授。1964年東邦音楽大学教授、のち名誉教授。日本教育音楽協会会長。初等音楽教育の重鎮で、学習院時代、初、中等科の明仁皇太子、現天皇徳仁に音楽を教えた。1947年勲六等。

## 著書
- 『唱歌新教授法』文化中心新教授学大系 教育研究会, 1927
- 『尋一・尋二の唱歌』 (教へ方全書) 厚生閣, 1935
- 『事変下に立つ児童劇』三友社, 1938
- 『読譜の指導』 (新音楽教育叢書) 音楽之友社, 1949
- 『おんがくあそび』 (学級図書館) こいでこうへい 著. 青葉書房, 1957
- 『たのしい歌の本』 (目でみる学習文庫) 宮野美晴 絵. あかね書房, 1963

### 共編著
- 『幼稚園の唱歌遊戯』井上武士共編. 共益商社書店, 1939
- 『一～六年生の唱歌』小松耕輔,井上武士,堀内敬三,下総皖一,城多又兵衛共編. 音樂之友社, 1948.6
- 『世界民謡名曲集』編. 音楽之友社, 1951
- 『唱歌集 音楽単元学習資料』井上武士共編. 音楽之友社, 1951
- 『學生のための合唱曲集 』編. 音樂之友社, 1952.7
- 『新中学音楽 中学校音楽科用』井上武士,城多又兵衞,橋本清司,下総皖一, 堀内敬三共編. 音楽之友社, 1953
- 『新しい音楽通論』三室戸文光共著. 音楽之友社, 1969